# Lecelles
Lecelles ist eine französische Gemeinde mit 3.048 Einwohnern (Stand: 1. Januar 2022) im Département Nord in der Region Hauts-de-France. Sie gehört zum Arrondissement Valenciennes und zum Kanton Saint-Amand-les-Eaux. Die Einwohner werden Lecellois genannt.

## Geografie
Die Gemeinde Lecelles liegt in Französisch-Flandern im Regionaler Naturpark Scarpe-Schelde an der Grenze zu Belgien. Durch die Gemeinde fließt der kleine Fluss Elnon. Umgeben wird Lecelles von den Nachbargemeinden Brunehaut (Belgien) im Norden, Maulde im Nordosten, Thun-Saint-Amand im Nordosten und Osten, Nivelle im Osten, Saint-Amand-les-Eaux im Süden, Rosult im Südwesten, Saméon im Westen sowie Rumegies im Nordwesten.

## Bevölkerungsentwicklung
| Jahr                       | 1962 | 1968 | 1975 | 1982 | 1990 | 1999 | 2026 | 2012 | 2020 |
| Einwohner                  | 2209 | 2152 | 2356 | 2402 | 2563 | 2662 | 2773 | 2684 | 2896 |
| Quellen: Cassini und INSEE |      |      |      |      |      |      |      |      |      |

## Sehenswürdigkeiten
- Kirche Saint-Denis aus dem 18. Jahrhundert

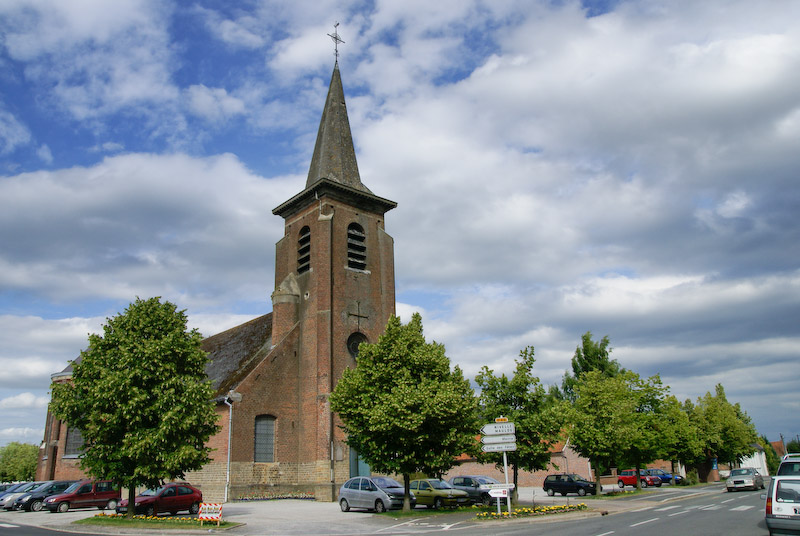
Kirche Saint-Denis